# Tsukumi
Tsukumi (津久見市 Tsukumi-shi?) es una ciudad ubicada en la prefectura de Ōita, Japón. Tiene una población estimada, a fines de julio de 2023, de 15 520 habitantes.
Fue fundada el 1 de abril de 1951.
Su superficie total es de 79.48 km².